# Noy (filme)
Noy é um filme de drama filipino de 2010 dirigido e escrito por Dondon Santos. Foi selecionado como representante das Filipinas à edição do Oscar 2011, organizada pela Academia de Artes e Ciências Cinematográficas.

## Elenco
- Coco Martin
- Erich Gonzales
- Cherry Pie Picache
- Joem Bascon
- Cheska Billiones
- Vice Ganda
- Baron Geisler